# Åboulevarden (København)
 For alternative betydninger, se Åboulevarden. (Se også artikler, som begynder med Åboulevarden)
Åboulevarden er et udtryk for den sammenhængende indfaldsvej i København, der udgøres af gaderne Åboulevard, Ågade og Bispeengbuen. Vejen ender ved Søerne, hvor dens fortsætter i Gyldenløvesgade og ved Vester Farimagsgade videre i H.C. Andersens Boulevard. 
Navnet Åboulevarden skyldes Ladegårdsåen, der i rør løber under vejen. Åboulevarden er en af Københavns mest trafikerede veje.
Udfor Åboulevard 16 ses Druknestenen til minde om de to kvinder, der druknede i Ladegårdsåen i november 1812. 

## Forslag om fritlægning af Ladegårdsåen
Inspireret af fritlægningen af Århus Å har der været forslag om at fritlægge Ladegårdsåen. Ifølge forslaget skulle vejen lægges ned i en gravet tunnel, mens åen forløber ovenpå. Tunnelen kunne så i nødstilfælde også tømmes for biler og bruges til regnvandsafledning ved skybrud. Ifølge en rapport fra Rambøll ville projektet koste 4 milliarder kroner, delvist finansieret af spildevandstakster og klimatilpasningspuljer.
I maj 2022 vedtog de berørte kommuner, København og Frederiksberg, en løsning, der indebærer at Bispeengbuen reduceres fra fire til to vejbaner, og at den nedrevne halvdel erstattes af en park med det åbnede åløb. En realisering af kommunernes forslag forudsætter statens accept og medfinansiering.

## Eksterne links
- Wikimedia Commons har flere filer relateret til Åboulevarden (København)
- Åbn Åen - Hjemmeside som agiterer for at fritlægge ladegårdsåen

55°41′6.8″N 12°32′53.2″Ø / 55.685222°N 12.548111°Ø